# Sot dels Còdols

El Sot dels Còdols, respecte del terme de Castellcir

El Sot dels Còdols és un sot del terme municipal de Castellcir, a la comarca del Moianès.
És a la zona central del terme de Castellcir, al sud-est de la masia de la Talladella i al nord-est de la del Prat. El Sot dels Còdols conté un torrent que discorre de nord-oest a sud-est i s'aboca en la Riera de Castellcir a prop i al sud del Pas de la Tuna. Aquest sot es troba al nord del Bruguerol de la Roca i al sud de la Feixa de la Baga, a llevant dels Camps de la Talladella.

## Etimologia
Es tracta d'un topònim romànic modern de caràcter descriptiu, generat ja en català; és un sot on són abundosos els còdols.